# Agrotis postfasciata
Agrotis postfasciata là một loài bướm đêm trong họ Noctuidae.